# Èpsilon Serpentis
Èpsilon Serpentis (ε Ser / 37 Ser / HD 141795) és un estel de magnitud aparent +3,71 en la constel·lació de Serpens, situada en Serpens Caput —el cap de la serp. Ostenta el nom, poc utilitzat, de Nulla Pambu —«la bona serp» en llengua tàmil—, l'origen de la qual prové del nom que els encantadors de serps de l'Índia donen a Serpens Caput.
Situada a 70 anys llum de distància de la Terra, Èpsilon Serpentis és un dels estels blancs de la seqüència principal més propers al Sistema Solar. En aquests estels, igual que en el Sol, l'energia s'obté per la fusió d'hidrogen en heli. No obstant això, a diferència d'altres estels d'aquest tipus, Èpsilon Serpentis és un estel amb línies metàl·liques, és a dir, l'espectre de la seva atmosfera externa mostra un enriquiment de certs metalls i un empobriment d'uns altres. Així, les abundàncies relatives d'escandi i calci equivalen, respectivament, al 5 % i al 15 % dels valors solars. Per contra, el contingut de níquel és tres vegades major que en el Sol i els de zirconi i bari són, respectivament, 8 i 11 vegades superiors als solars. Aquest enriquiment és més palès en els elements lantànids, sent el lantani 15 vegades i el ceri 20 vegades més abundant que en el Sol.
La temperatura d'Èpsilon Serpentis és 8400 K —menor que l'esperada per al seu tipus espectral A2, resultat de la seva anòmala composició— i la seva lluminositat és 12,4 vegades major que la lluminositat solar. El seu radi és un 70 % més gran que el radi solar i rota amb una velocitat d'almenys 39 km/s.
Té una massa de 1,85 masses solars i la seva edat s'estima en 350 milions d'anys, una quarta part del temps que emprarà en la fusió del seu hidrogen. És un estel molt similar a Cástor Ba (α Geminorum Ba), també estel Am.